# クロイ家

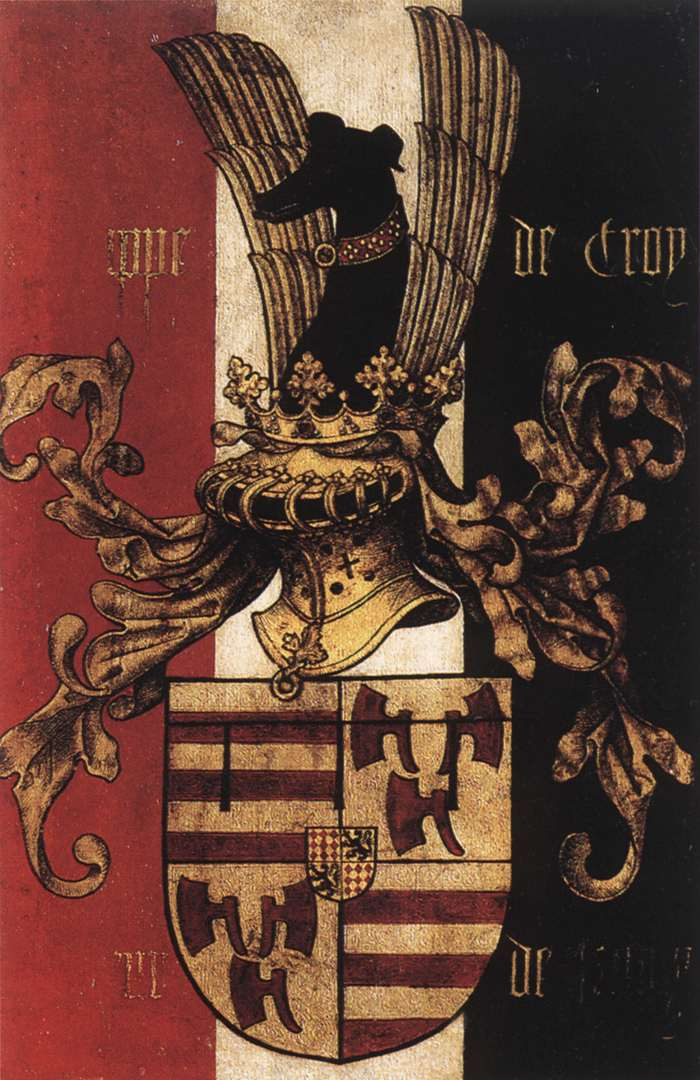
ロヒール・ファン・デル・ウェイデンによるクロイ家の紋章、1460年頃

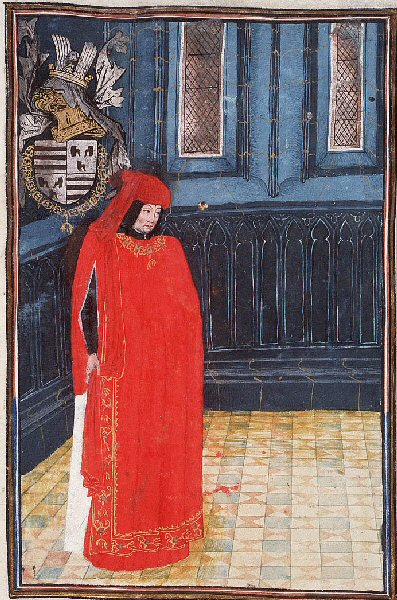
アントワーヌ1世・ド・クロイ

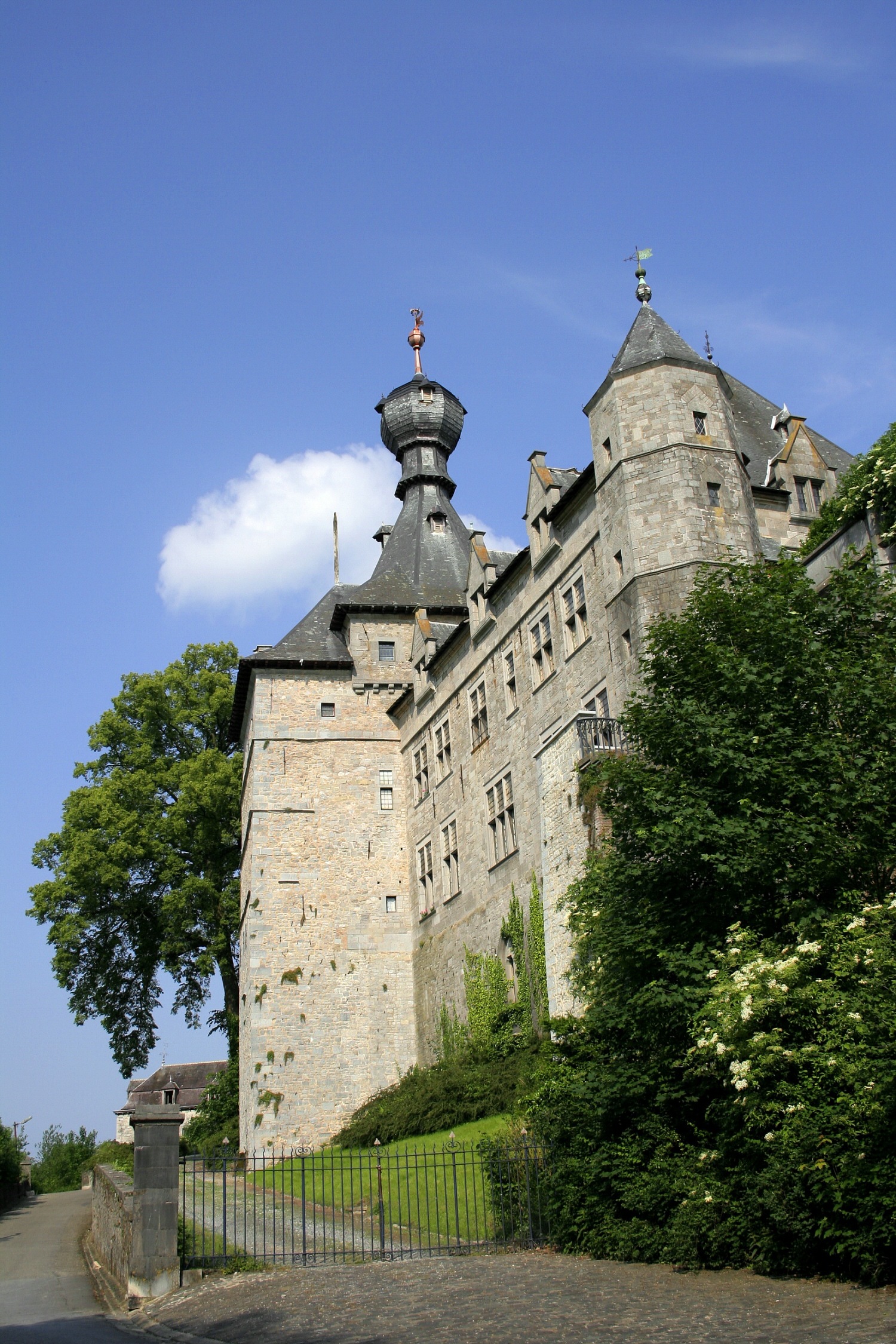
クロイ家のかつての持ち城の一つ、シメイ城

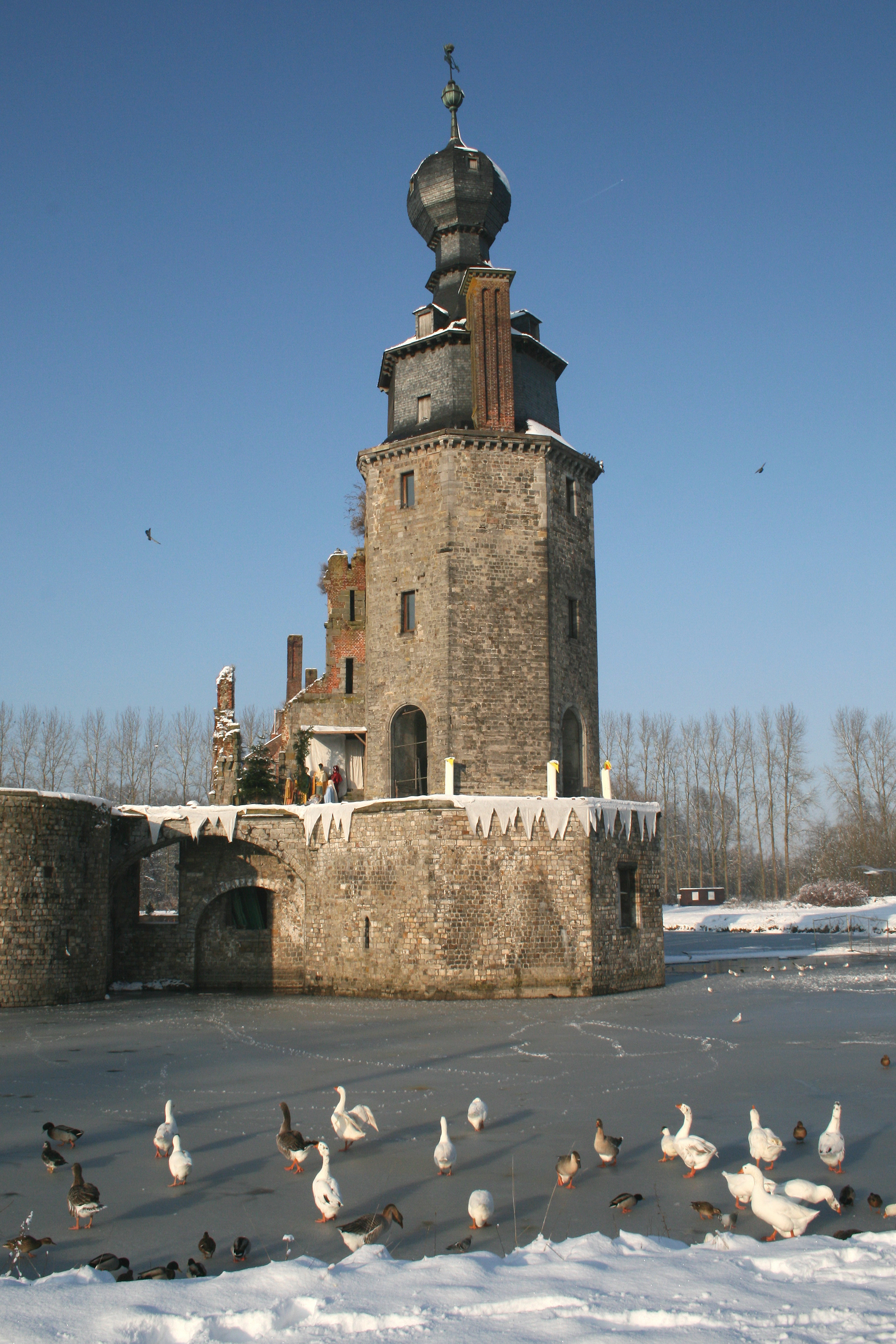

クロイ家（Famille de Croÿ）は、ベルギー、フランスおよびドイツの上級貴族の家系。ピカルディー地方のポンテュー伯爵領に起源を持ち、ブルゴーニュ公爵家に仕えて有力貴族として頭角を現し、南ネーデルラントの州総督を数多く輩出したほか、フランス、スペイン、オーストリアの諸国の国政にも重要な役割を果たした。ベルギーでは現在でも最も身分の高い貴族家門の一つである。

## 歴史
クロイ家の家名が初めて史料に登場するのは12世紀前半のことである。クロイ家の系譜をさかのぼると、1287年に結婚したジャック・ド・クロイ（Jacques de Croÿ）とその妻のマルグリット・デレーヌ（Marguerite d’Airaines）が現在のクロイ家と血統上の直接のつながりが確証される最初の先祖である。
ジャン1世・ド・クロイ（1365年? - 1415年）はブルゴーニュ公爵家に官房長として仕え、1397年にはクロイ家領の中核となるシメイの領主となった。その長男アントワーヌ1世・ド・クロイ（1385年? - 1475年）は「大クロイ（le Grand de Croÿ）」の異名で呼ばれ、妹のアニェス・ド・クロイがジャン無畏公の愛人だったこともあり、フランス宮廷とブルゴーニュ宮廷の双方に強い影響力を持った。彼は1426年にル・ルーを獲得し、1429年には結婚を通じてアールスコートを手に入れ、1455年にはポルシャン（Porcien）伯爵となった。
クロイ家のうち、アールスコート＝アーヴル系統とルー系統はアントワーヌ1世の2人の息子、フィリップ1世（1435年 - 1511年）とジャン3世（1436年 - 1505年）をそれぞれの始祖とする。一方、ソルル系統はアントワーヌ1世の弟で1473年にシメイ伯爵に叙せられたジャン2世・ド・クロイ（1390年? - 1473年）を始祖とする。クロイ家の3つの系統は、他の領主家系と同じく家領と称号を一族内で保持することに腐心し、族内婚を繰り返した。

### アールスコート系
嫡系であるクロイ＝アールスコート家では、神聖ローマ皇帝カール5世の傅育係だったギヨーム2世・ド・クロイ（1458年 - 1521年）が1518年にスペインのソリア公爵位およびナポリ王国のアルキ公爵位、1519年にネーデルラントのアールスコート侯爵位を手に入れた。その甥で後継者のフィリップ2世・ド・クロイ（1496年 - 1549年）は、一族の重要な所領となるアーヴルを入手し、さらに1534年にはアールスコート公爵に陞爵した。彼はクロイ＝ソルル家のシャルル1世・ド・クロイ（1455年 - 1527年）の娘アンヌ・ド・クロイを最初の妻とし、義父からシメイ侯位を相続した。フィリップ2世とアンヌ・ド・クロイとの間の孫息子で第4代アールスコート公爵シャルル3世・ド・クロイ（1560年 - 1612年）は1598年にフランスのクロイ公爵に叙せられた。シャルル3世が子供のないまま死ぬと、アールスコート公爵位は彼の妹の嫁いだアーレンベルク家に、クロイ公爵位は従弟のシャルル・アレクサンドル・ド・クロイにそれぞれ相続され、クロイ＝アールスコート家は絶えた。

### アーヴル系
クロイ＝アーヴル家はクロイ＝アールスコート家から出た分家で、フィリップ2世・ド・クロイとその2番目の妻アンヌ・ド・ロレーヌの息子で、1594年にスペイン領ネーデルラントのアーヴル侯爵に叙せられたシャルル・フィリップ・ド・クロイ（1549年 - 1613年）を始祖とする。その息子シャルル・アレクサンドル・ド・クロイ（1581年 - 1624年）は従兄シャルル3世よりクロイ公爵位を相続した。クロイ＝アーヴル家の男系は1684年、シャルル・アレクサンドルの甥エルネスト・ボジスロー・ド・クロイ（1620年 - 1684年）の死により断絶し、クロイ＝ルー家がクロイ公爵の地位を受け継いだ。しかしアーヴル侯爵位はシャルル・アレクサンドルの一人娘マリー・クレール・ド・クロイ（1605年 - 1664年）に引き継がれており、彼女はクロイ＝ソルル家の男性との結婚によって、クロイ＝アーヴル家の家名を存続させた。マリー・クレールは1627年にスペイン王フェリペ3世によりアーヴル公爵に昇叙された。しかしこの家系も1839年には断絶した。

### ルー系
クロイ＝ルー家はジャン3世・ド・クロイに始まり、ルー伯爵位を保持していた。1684年、ルー伯爵フェルディナン・ガストン・ド・クロイは、クロイ＝アーヴル家の男系が絶えたことによりクロイ公爵位を相続した。しかしその孫息子が1767年に後継者のないまま死ぬと、クロイ＝ルー家は断絶し、クロイ公爵位はクロイ＝ソルル家に渡った。クロイ＝ルー家はオーストリア軍およびロシア軍の元帥となったシャルル・ウジェーヌ・ド・クロイ（1651年 - 1702年）を輩出した。

### ソルル系
クロイ＝ソルル家はジャン2世・ド・クロイに始まり、諸系統の中で唯一現在も存続する家系である。ジャン2世の孫息子の第3代シメイ伯爵シャルル1世・ド・クロイは1486年に神聖ローマ帝国のシメイ侯爵に昇格したが息子が無く、シメイ侯位は同族の娘婿であるフィリップ2世・ド・クロイが相続した。一方、クロイ＝ソルル家自体は甥のジャック3世・ド・クロイ（1508年 - 1587年）が継いだ。ジャック3世は結婚を通じてソルルその他の領地を獲得し、その息子の代にソルル伯爵位に叙せられ、1677年にはソルル公位に昇格した。1767年にクロイ公爵位を相続した後、クロイ＝ソルル家の当主は（分家となったクロイ＝アーヴル家を除いて）クロイ家が長い歴史の中で蓄積した数々の称号と莫大な財産の多くを集めていた。第8代クロイ公爵アンヌ・エマニュエル・ド・クロイ（1743年 - 1803年）はフランス革命中、公爵家の居所を妻の実家の領地だったドイツ、ヴェストファーレン地方のデュルメンに移した。
アンヌ・エマニュエルの息子の第9代クロイ公爵オーギュスト・ド・クロイ（1765年 - 1822年）は1803年、帝国代表者会議主要決議に際して、ライン川両岸地域の領地の割譲と引き換えにミュンスター司教領の一部デュルメン伯領を補償として割り当てられた。デュルメン伯領は1815年にはドイツ連邦の陪臣化された領地となった。1825年、クロイ家は当主に限って諸侯家の殿下（Durchlaucht）の敬称を使うことを許されたが、1833年までには全ての成員がこの敬称を使うことを許された。また1854年からはプロイセン王国の貴族院に世襲の議席を持つことになった。クロイ家の人々は1919年まで、ドイツにおいて全員が侯子・侯女（Prinz/essin von Croÿ）を名乗る資格を有していた。